# Lindernia microcalyx
Lindernia microcalyx är en tvåhjärtbladig växtart som beskrevs av Francis Whittier Pennell och Stehle. Lindernia microcalyx ingår i släktet Lindernia och familjen Linderniaceae. Inga underarter finns listade i Catalogue of Life.